# Santo Lapis
Santo Lapis (getauft am 27. April 1699 in Bologna; † um 1765) war ein italienischer Komponist und Opern-Unternehmer.

## Leben
Santo Lapis erhielt seine musikalische Ausbildung an verschiedenen Bologneser Institutionen. Am 27. April 1719 wurde er als Novize in die Accademia Filarmonica aufgenommen und dort 1720 als Organist genannt. 1726 wurde er bei einer jährlichen Vergütung von 80 Dukaten als Tenor an der Kapelle von San Marco in Venedig angestellt. Gemeinsam mit Bartolomeo Cordans komponierte er 1729 für das Teatro San Cassiano die Oper „La generosità di Tiberio“, zu der er die beiden ersten Akte beitrug. 1732 entstand „Le nozze di Psiche e Cupido“, eine Kantate zu vier Stimmen, die er dem Patrizier Alvise III. Pisanni zu dessen Ernennung als Prokurator an San Marco widmete. Etwa 1733 soll Santo Lapis Venedig verlassen haben.
1737 wirkte Lapis als Leiter einer italienischen Opernkompagnie beim Karneval in Klagenfurt mit „La fede tradita e vendicata“, möglicherweise in der Vertonung von Francesco Gasparini. In den darauf folgenden Jahren 1738 und 1739 weilte Lapis mit seiner Truppe in Prag, wo er unter anderem an der privaten Opernbühne des Grafen Franz Anton von Sporck zum Teil eigene Werke aufführte, so „Tigrane“ (1739), „La Ginevra“ und das Pasticcio „Semiramide“.
Ab den frühen 1740er Jahren wirkte er in Den Haag als Cembalist, Cembalo- und Gesangslehrer sowie als Herausgeber eigener Werke. Letzteres ist teilweise in den Verlagskatalogen von J. J. Hummel und A. Olofsen in Amsterdam dokumentiert. So erschienen dort seine „Arie vocali a cembalo“, die „Sonnates pour le clavessin“ (1746) und ein Jahr später die „Sept acclamations joyeuses en musique Italienne pour la voix“. Im gleichen Zeitraum wurde ebenfalls eine Triosonatensammlung bei Madame Bérault in Paris gedruckt. In der Wintersaison 1751 organisierte Lapis in Amsterdam im damaligen Doelenzaal rund 20 Subskriptionskonzerte, weitere Konzerte folgten in Den Haag, Haarlem und Leiden.
Gegen Ende 1757 lebte er in London und veröffentlichte dort weitere, an ein breites Publikum gerichtete Sammlungen von Instrumentalmusik. Nach 1760 war er Cembalist einer Operntruppe, die in verschiedenen Städten des Landes auftrat (Edinburgh 1763, York 1763, Dublin 1764). Nach dem Auftritt in Dublin verlieren sich seine Spuren. Im chronologischen Totenregister der Accademia Filarmonica wurde das Sterbejahr 1765 eingetragen.

## Werke

### Instrumentalmusik
- Sonnates pour le clavessin, pouvant également servir pour d’autres instrumens (Den Haag)
- Sei duetti per due flauti o violini o fagotti (Paris)
- Op. 1: Sonata da camera a due […] (Augsburg)
- Sei nuove sinfonie à piu stromenti (Amsterdam, 1754)

### Vokalmusik

#### Opern
- La generosità di Tiberio (Libretto: Nicolò Minato; dritter Akt von Bartolomeo Cordans) (Venedig, 1729)
- La fede tradita e vendicata (Klagenfurt, 1737; Prag, 1738)
- Semiramide (Prag, 1738)
- Tigrane (Prag, 1738)
- La Ginevra (Prag, 1739)
- L’Egidio (Prag, 1739)

#### Kantaten
- Le nozze di Psiche e Cupido für 4 Stimmen (Venedig, 1732)